# Sequential Circuits
Sequential Circuits Inc. is een Amerikaans producent van synthesizers. Het werd opgericht begin jaren 1970 in San José, Californië. Aanvankelijk opereerde het bedrijf vanuit een garage, waar het pionierswerk verrichtte op het gebied van het ontwerp en de bouw van synthesizers. Later werd een bedrijfspand betrokken en veranderde het bedrijf zijn naam in 'Sequential'.

## Korte geschiedenis
Veel van de technologieën die tegenwoordig gangbaar zijn in elektronische muziekinstrumenten zijn door de oorspronkelijke oprichters van het bedrijf Dave Smith en John Bowen (een voormalige medewerker van Robert Moog) ontwikkeld.
De eerste producten die uit de garage kwamen waren de Model 800 digitale sequencer en Model 700 Programmer.
De 'claim to fame' van Sequential Circuits is echter de door hen in 1978 uitgebrachte Prophet-5 synthesizer. Tentoongesteld op de NAMM Show in datzelfde jaar was het meteen een hit. Het werd het paradepaardje van het bedrijf en er werden er miljoenen exemplaren van verkocht. Er is bijna geen enkele plaat die rond 1980 is verschenen waar een Prophet-5 niet op te horen is. Het was exact het instrument waar muzikanten op dat moment op zaten te wachten. Het succes van de Prophet-5 bezorgde Sequential Circuits wereldfaam.
Sequential Circuits was tevens betrokken bij het ontwerpen en implementeren van de huidige communicatiestandaard voor elektronische muziekinstrumenten: het MIDI-protocol.
In 1987 werd het bedrijf verkocht aan Yamaha voor een half miljoen dollar. Dave Smith ging verder met de ontwikkeling van muziekinstrumenten onder de naam Dave Smith Instruments. In januari 2015 kreeg hij de gebruiksrechten van de merknaam Sequential terug van Yamaha. In september 2018 werd Dave Smith Instruments weer terug hernoemd naar Sequential.

## Sequential Circuits producten

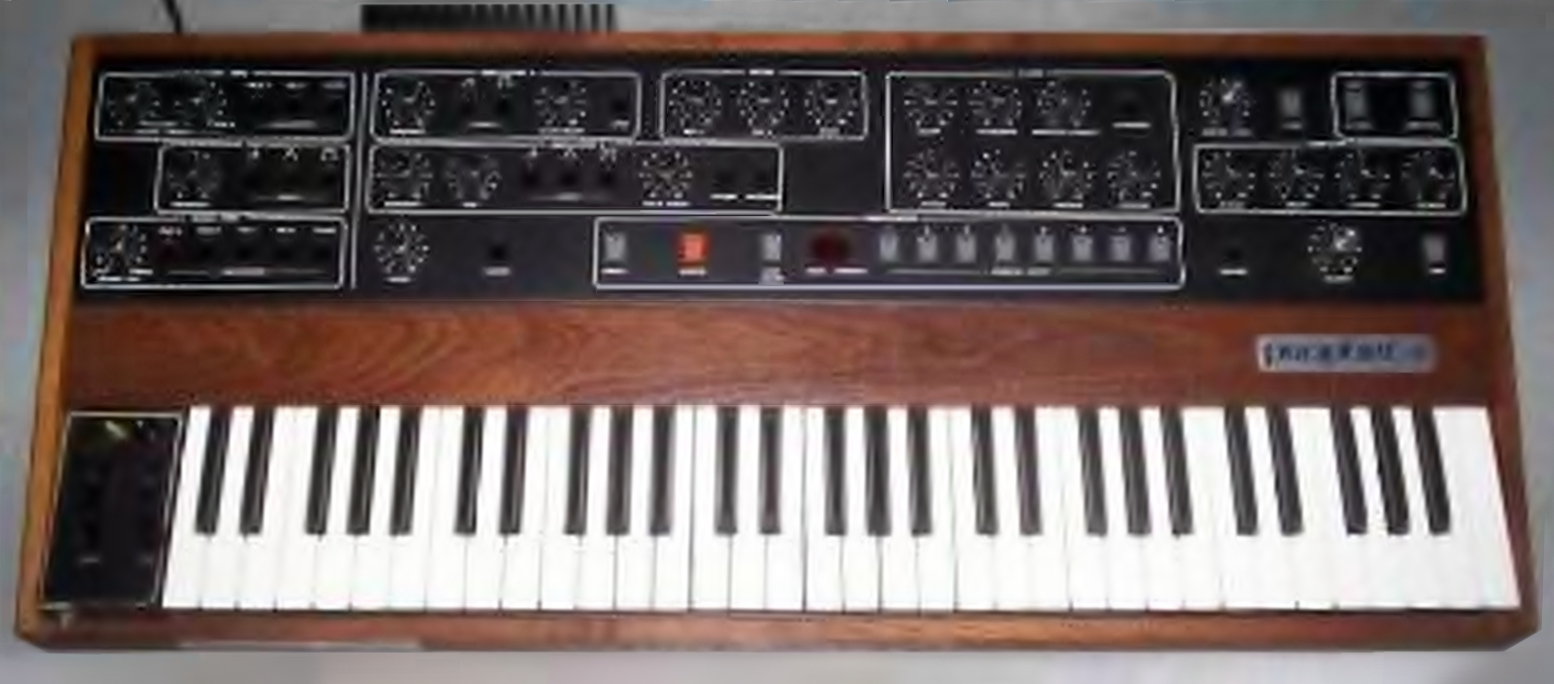
Prophet 5 (1978)

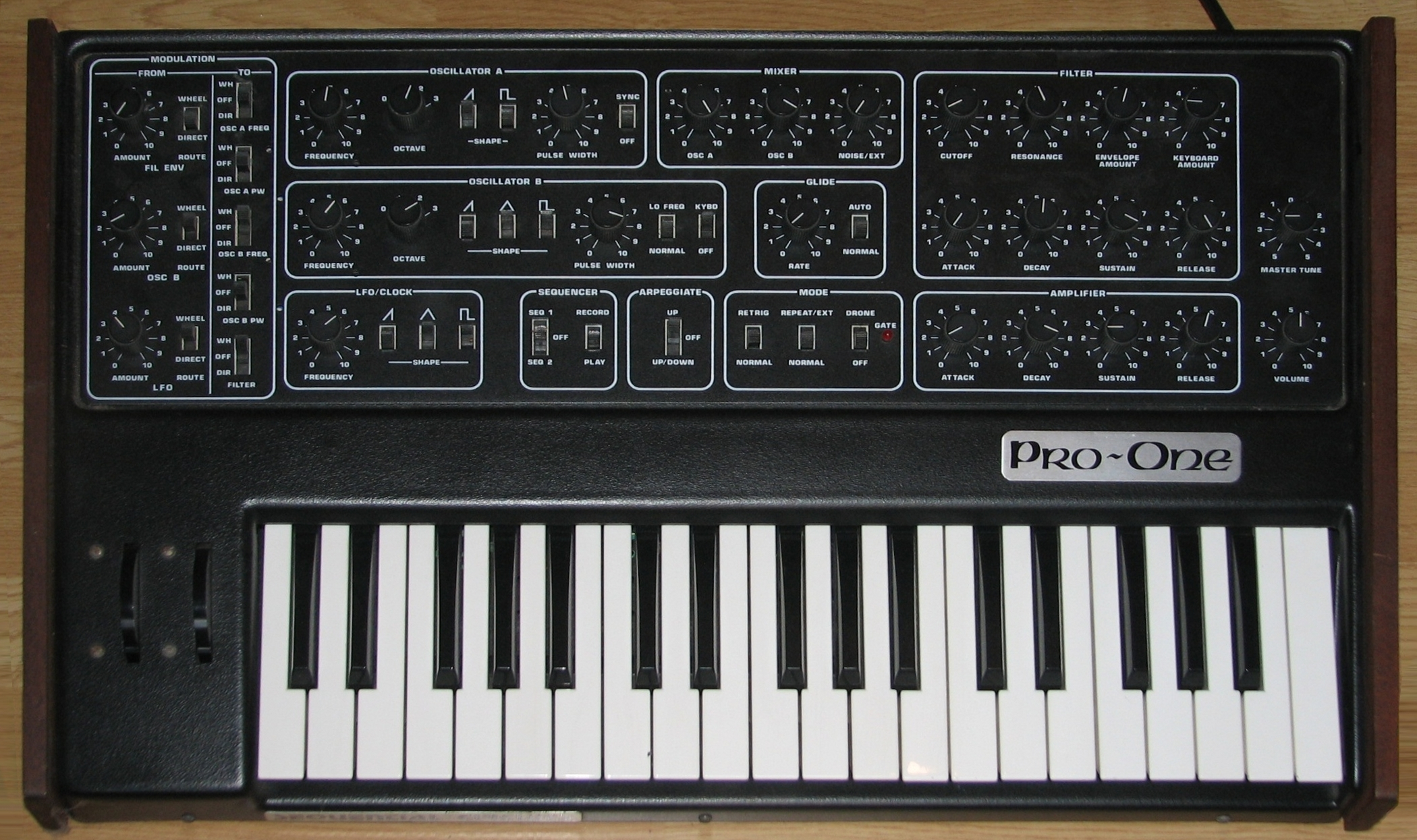
Pro-One (1980)

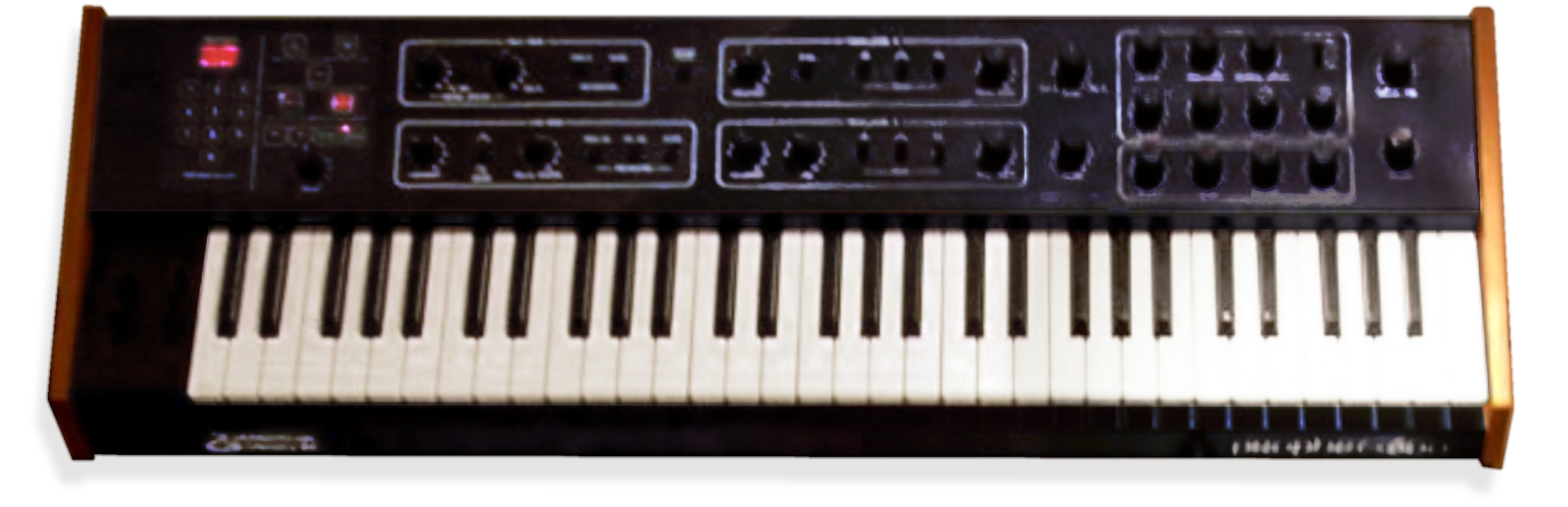
Prophet 600 (1982)

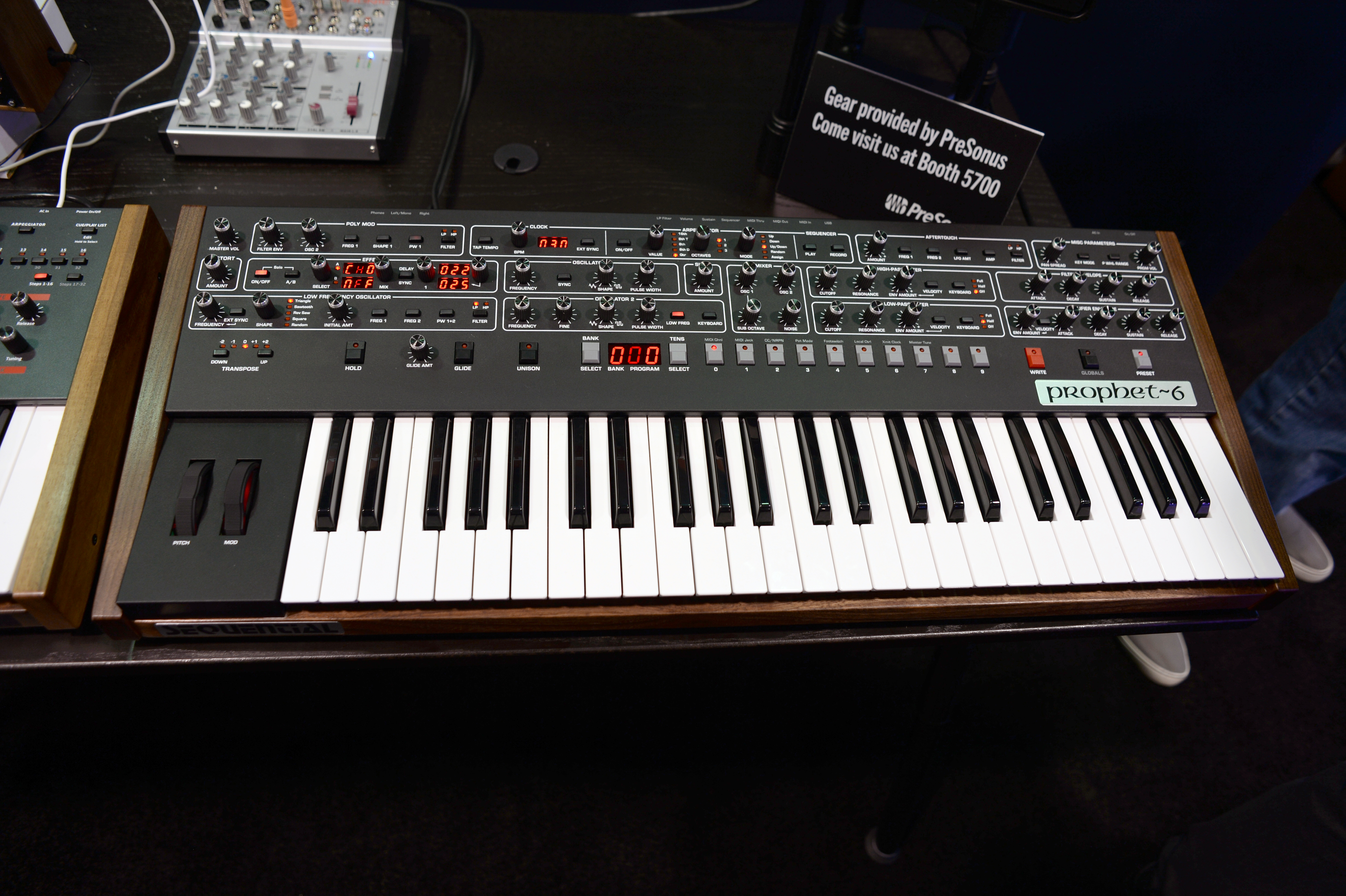
Prophet 6 (2015)

| Model          | Jaar | Type                                                        |
| -------------- | ---- | ----------------------------------------------------------- |
| Model 600      | 1974 | Analoge sequencer                                           |
| Model 800      | 1975 | Sequencer                                                   |
| Model 700      | 1977 | Programmer                                                  |
| Fugue          | 1979 | Analoge synthesizer, ook verkocht onder de naam Siel Cruise |
| Prophet-5      | 1978 | Analoge synthesizer                                         |
| Prophet Remote | 1982 | Remote keyboard voor Prophet-5                              |
| Prophet-10     | 1980 | Analoge synthesizer (2 manualen)                            |
| Pro-One        | 1980 | Monofone analoge synthesizer                                |
| Prophet-600    | 1982 | Eerste synth met MIDI                                       |
| Prelude        | 1982 | Synthesizer                                                 |
| PRO-FX         | 1982 | Gitaar multi-effect                                         |
| Prophet-T8     | 1983 | Synth met 76 toetsen (gewogen klavier)                      |
| Six-Trak       | 1983 | Multi-timbrale synth met sequencer                          |
| Drumtraks      | 1984 | Drumcomputer                                                |
| Multi-Trak     | 1984 | Analoge synth met sequencer                                 |
| TOM            | 1984 | Drumcomputer                                                |
| MAX            | 1985 | Synthesizer, 6-stemmig                                      |
| Prophet-2000   | 1985 | Sampler                                                     |
| Split-8/Pro-8  | 1985 | Synthesizer, 8-stemmig, 2-timbraal                          |
| Prophet-VS     | 1986 | Enige digitale synth van SCI                                |
| Studio 440     | 1986 | Sampler/drum-machine                                        |
| Prophet-3000   | 1987 | 16 bit-sampler                                              |
| Prophet-6      | 2015 | Analoge synthesizer, gebaseerd op de Prophet-5              |